# 600Vビニル絶縁電線
600Vビニル絶縁電線 （ろっぴゃくボルト ビニルぜつえんでんせん、英語: 600 V polyvinyl chloride insulated wires、略称：IV） は、日本工業規格 JIS C 3307 で定められた屋内電気配線用電線である。緑色の被覆をもったものがアース（接地）線として一般家屋やビル等で、それ以外は電線管に収めてビル内屋内配線において使用されることが多い。
耐熱温度を60℃から75℃に高めたものが JIS C 3317 で定められており、600V二種ビニル絶縁電線（英語: 600V heat-resistant polyvinyl chloride insulated wires、略称：HIV）と呼ばれる。
ともに電気用品安全法で特定電気用品（<PSE >マークの適用対象）に定められている。
規格上、IEC 60227-3 (Polyvinyl chloride insulated cables of rated voltages up to and including 450/750 V − Part 3 : Non-sheathed cables for fixed wiring) をもとに、日本国内の事情に合わせて技術的内容を変更したものである。

## 概要
600Vまでの低圧屋内配線用の電線である。単線または撚り線の銅線（心線）をポリ塩化ビニル(PVC)で包んで絶縁したものである。Indoor Vinyl、Heat-resistant Indoor Vinyl から IV線、HIV線とも呼ばれる。
アース線の目的で使用するなどの例外を除いて、造営材（柱や梁など）にステップルなどで直接固定することは禁じられており、電線管に収めるか、碍子にバインド線で固定して使用する。
600Vビニル絶縁ビニルシースケーブル (VVF、VVR) のシースを剥いて取り出した心線と同じものであり、スイッチボックス内での「わたり線」など短距離であれば、VVFケーブルの端切れから心線を取り出して使用することが一般的である。

## 許容電流
流すことのできる電流の許容値（許容電流）は、日本電線工業会がJCS 0168-2（33kV以下電力ケーブルの許容電流計算-第2部：低圧ゴム・プラスチックケーブルの許容電流）として定めている。1.6mmのIV線をがいし引き配線した場合で27A、2.0mmで35Aなど規定されているが、心線の太さ、電線管に何本収めるか等によって許容電流量は変化する。

## 絶縁体の識別色
絶縁体は識別標識を兼ねており、絶縁体素材への色の練り込みや、絶縁体表面への着色などの方法で色付けされている。識別色は規格書に「導体が軟銅の場合は，黒・白・赤・緑・黄・青の6色とし、硬銅の場合は、黒・白・青の3色とする。」として規定されている。
通常のVVFケーブルにはない黄色や青の識別色を使えるため、ビル内の電線管工事においてはスイッチと負荷機器の間を結ぶ線などを電源線と区別する目的でこれらの色を使用する場合がある。